# Barbus serengetiensis
Barbus serengetiensis är en fiskart som beskrevs av Farm 2000. Barbus serengetiensis ingår i släktet Barbus och familjen karpfiskar. IUCN kategoriserar arten globalt som sårbar. Inga underarter finns listade.